# PWG Untitled (The Debut Show)
Pro Wrestling Guerrilla, e, mais tarde, com a permanência da empresa, Untitled (The Debut Show), foi o primeiro evento da promoção de wrestling profissional Pro Wrestling Guerrilla. Ocorreu dia 26 de julho na City of Industry, Califórnia. Ele foi disponibilizado por DVD, sendo o único meio não-ilícito de ter acesso ao evento.

## Resultados[2]
| # | Lutas | Estipulações             | Tempo |
| - | --- | ------------------------ | ----- |
| 1 | Supa Badd, Sara Del Rey e Charles Mercury derrotaram Ryan Drago, Top Gun Talwar e Zokre                                                  | 6-Person Tag Team Match  | 13:55 |
| 2 | Excalibur derrotou "Photogenic" Chris Bosh                                                                                               | Singles Match            | 4:50  |
| 3 | Aerial Xpress (Quicksilver e Scorpio Sky) derrotaram The Ballard Brothers (Shane Ballard e Shannon Ballards)                             | Tag Team Match           | 11:27 |
| 4 | Super Dragon derrotou "Mdogg 20" Matt Cross                                                                                              | Singles match            | 15:17 |
| 5 | TARO derrotou Babi Slymm | Singles Match            | 06:34 |
| 6 | Hook Bomberry e Apollo Kahn derrotaram Disco Machine e Mr. Excitement                                                                    | Tag Team Match           | 14:14 |
| 7 | Hardkore, Inc. (Al Katrazz, Hardkore Kidd e"Scrap Iron" Adam Pearce) derrotaram X-Foundation ("Funky" Billy Kim, Scott Lost e Joey Ryan) | 6-Man Tag Team Match     | 12:20 |
| 8 | AJ Styles derrotou "The Future" Franke Kazarian                                                                                          | Main Event Singles Match | 11:42 |